# Club Baloncesto Sevilla 2000-2001
Questa voce raccoglie le informazioni riguardanti il Club Baloncesto Sevilla nelle competizioni ufficiali della stagione 2000-2001.

## Stagione
La stagione 2000-2001 del Club Baloncesto Sevilla è la 12ª nel massimo campionato spagnolo di pallacanestro, la Liga ACB.
Agli inizi di gennaio Chuck Kornegay ottiene la cittadinanza spagnola, diventando così comunitario per il campionato.

## Roster
Aggiornato al 30 luglio 2021.
| Caja San Fernando 2000-01 | Caja San Fernando 2000-01 |
| Giocatori                 | Staff tecnico             |
| ------------------------- | ------------------------- |

| N. | Naz.                                                  | Ruolo | Nome               | Anno | Alt.   | Peso   |  |
| -- | ----------------------------------------------------- | ----- | ------------------ | ---- | ------ | ------ |  |
| 4  | Spagna (bandiera)                                     | P     | Iván Corrales      | 1974 | 182 cm | 78 kg  |  |
| 5  | Bosnia ed Erzegovina (bandiera) · Germania (bandiera) | G     | Vladimir Bogojevič | 1976 | 194 cm | 88 kg  |  |
| 6  | Stati Uniti (bandiera)                                | AC    | Richard Scott      | 1971 | 198 cm |        |  |
| 7  | Spagna (bandiera)                                     | C     | Berni Tamames      | 1973 | 206 cm | 107 kg |  |
| 8  | Brasile (bandiera) · Germania (bandiera)              | G     | Anderson Schutte   | 1975 | 196 cm |        |  |
| 9  | Stati Uniti (bandiera) · Spagna (bandiera)            | C     | Chuck Kornegay     | 1974 | 205 cm | 111 kg |  |
| 10 | Stati Uniti (bandiera)                                | P     | Andre Turner       | 1964 | 182 cm | 73 kg  |  |
| 11 | Spagna (bandiera)                                     | P     | Sergio Sánchez     | 1981 | 189 cm | 80 kg  |  |
| 12 | Australia (bandiera) · Italia (bandiera)              | A     | Martin Cattalini   | 1973 | 200 cm | 100 kg |  |
| 13 | Spagna (bandiera)                                     | A     | Francesc Solana    | 1972 | 198 cm |        |  |
| 14 | Spagna (bandiera)                                     | C     | Nacho Romero       | 1973 | 214 cm | 103 kg |  |
| 15 | Stati Uniti (bandiera) · Spagna (bandiera)            | A     | Mike Smith         | 1963 | 198 cm |        |  |
|    | Spagna (bandiera)                                     | C     | Manuel De la Casa  | 1982 | 207 cm |        |  |

| Allenatore                                                                                             |
| - Javier Imbroda (fino al 15 aprile) - Javier Fijo (dal 15 aprile)                                     |
| Assistente/i                                                                                           |
| - Pablo Camacho - Javier Fijo (fino al 15 aprile) Legenda - (C) Capitano - (IN) Inattivo - Infortunato |

## Mercato

### Sessione estiva
| Acquisti | Acquisti         | Acquisti       | Acquisti      | Acquisti |
| R.a      | Nome             | da             | Modalità      |          |
| -------- | ---------------- | -------------- | ------------- | -------- |
| C        | Berni Tamames    | Gran Canaria   | definitivo    |          |
| C        | Chuck Kornegay   | Fuenlabrada    | fine prestito |          |
| A        | Martin Cattalini | Adelaide 36ers | definitivo    |          |

| Cessioni | Cessioni                 | Cessioni       | Cessioni       | Cessioni |
| R.       | Nome                     | a              | Modalità       |          |
| -------- | ------------------------ | -------------- | -------------- | -------- |
| C        | Jason Lawson             | Pau-Orthez     | fine contratto |          |
| AG       | Pep Cargol               | PAOK Salonicco | fine contratto |          |
| C        | Paul Fortier             | Girona         | fine contratto |          |
| P        | Salva Díez               | Free agent     | fine contratto |          |
| C        | Pedro Fernández Espinosa | Gran Canaria   | fine contratto |          |

### Dopo l'inizio della stagione
| Acquisti | Acquisti           | Acquisti | Acquisti      | Acquisti   |
| R.       | Nome               | da       | Data          | Modalità   |
| -------- | ------------------ | -------- | ------------- | ---------- |
| G        | Vladimir Bogojevič | Partizan | dicembre 2000 | definitivo |

| Cessioni | Cessioni | Cessioni | Cessioni | Cessioni |
| R.       | Nome     | a        | Data     | Modalità |
| -------- | -------- | -------- | -------- | -------- |